# Fastidiosipila
Fastidiosipila è un genere di batterio appartenente alla famiglia delle Clostridiaceae.